# كفروة
كفروة هي إحدى القرى اللبنانية من قرى قضاء النبطية في جنوب لبنان.